# Дірк Мартенс

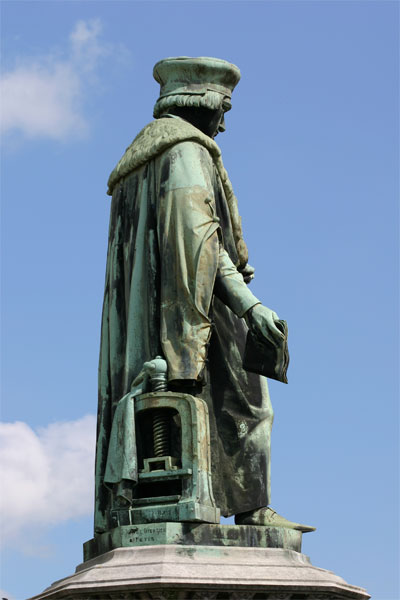
Пам'ятник Діркові Мартенсу в його рідному місті Алсті

Дірк Мартенс (нід. Dirk Martens; 1450, Алст — 2 травня 1533) — видатний представник нідерландського гуманізму, книговидавець.

## Біографія
Дірк Мартенс народився у фламандському місті Алст в 1450 році. Він володів трьома давніми і декількома новими мовами. Понад півстоліття він видавав у Нідерландах, переважно в Антверпені, гуманістичну літературу, сприяючи утвердженню її популярності в освічених колах суспільства. Він публікував твори античних авторів, а також Дж. Піко делла Мірандоли, Анджело Поліціано, Р. Агріколи, Еразма Роттердамського, Х. Вівеса, видавав граматики грецької та єврейської мов, надрукував перший лист Колумба з його подорожі до Америки і вперше випустив у світ «Утопію» Томаса Мора.
З видавництвом Мартенса співпрацювали багато гуманістів. У його друкарні довгий час працював коректором друг Еразма, правознавець Петер Егідій, якому Томас Мор присвятив свою «Утопію».